# Duguetia furfuracea
Duguetia furfuracea este o specie de plante angiosperme din genul Duguetia, familia Annonaceae. A fost descrisă pentru prima dată de A. St.-hil., și a primit numele actual de la William Edwin `Ned' Safford. Conform Catalogue of Life specia Duguetia furfuracea nu are subspecii cunoscute.